# Víctor Chust
Víctor Chust García (Valencia, 5 marzo 2000) è un calciatore spagnolo, difensore dell'Elche, in prestito dal Cadice.

## Carriera

### Club
Cresciuto nel settore giovanile del Real Madrid, debutta con la formazione Castilla il 25 agosto 2019 in occasione dell'incontro di Segunda División B pareggiato 1-1 contro il Las Rozas.
A partire dalla stagione seguente viene aggregato con frequenza alla prima squadra, con cui esordisce il 20 gennaio 2021 nel match di Coppa del Re perso ai rigori contro l'Alcoyano. Il 9 febbraio debutta nella Liga giocando da titolare il match vinto 2-0 contro il Getafe.
Il 9 agosto 2021 viene ceduto in prestito per una stagione al Cadice.

### Nazionale
Ha giocato nelle nazionali giovanili spagnole Under-17, Under-19 ed Under-21.

## Statistiche

### Presenze e reti nei club
Statistiche aggiornate al 22 maggio 2022.
| Stagione                | Squadra                 | Campionato              | Campionato | Campionato | Coppe nazionali | Coppe nazionali | Coppe nazionali | Coppe continentali | Coppe continentali | Coppe continentali | Altre coppe | Altre coppe | Altre coppe | Totale | Totale |
| Stagione                | Squadra                 | Comp                    | Pres       | Reti       | Comp            | Pres            | Reti            | Comp               | Pres               | Reti               | Comp        | Pres        | Reti        | Pres   | Reti   |
| ----------------------- | ----------------------- | ----------------------- | ---------- | ---------- | --------------- | --------------- | --------------- | ------------------ | ------------------ | ------------------ | ----------- | ----------- | ----------- | ------ | ------ |
| 2019-2020               | Real M. Castilla        | SDB                     | 9          | 0          |                 | -               | -               |                    | -                  | -                  |             | -           | -           | 9      | 0      |
| 2020-2021               | Real M. Castilla        | SDB                     | 17         | 0          |                 | -               | -               |                    | -                  | -                  |             | -           | -           | 17     | 0      |
| Totale Real M. Castilla | Totale Real M. Castilla | Totale Real M. Castilla | 26         | 0          |                 | -               | -               |                    | -                  | -                  |             | -           | -           | 26     | 0      |
| 2020-2021               | Real Madrid             | PD                      | 2          | 0          | CR              | 1               | 0               | UCL                | 0                  | 0                  |             | -           | -           | 3      | 0      |
| 2021-2022               | Cadice                  | PD                      | 25         | 0          | CR              | 4               | 0               |                    | -                  | -                  |             | -           | -           | 29     | 0      |
| Totale carriera         | Totale carriera         | Totale carriera         | 53         | 0          |                 | 5               | 0               |                    | 0                  | 0                  |             | -           | -           | 58     | 0      |

### Cronologia presenze e reti in nazionale
| Cronologia completa delle presenze e delle reti in nazionale ― Spagna under 21 | Cronologia completa delle presenze e delle reti in nazionale ― Spagna under 21 | Cronologia completa delle presenze e delle reti in nazionale ― Spagna under 21 | Cronologia completa delle presenze e delle reti in nazionale ― Spagna under 21 | Cronologia completa delle presenze e delle reti in nazionale ― Spagna under 21 | Cronologia completa delle presenze e delle reti in nazionale ― Spagna under 21 | Cronologia completa delle presenze e delle reti in nazionale ― Spagna under 21 | Cronologia completa delle presenze e delle reti in nazionale ― Spagna under 21 |
| Data                                                                           | Città                                                                          | In casa                                                                        | Risultato                                                                      | Ospiti                                                                         | Competizione                                                                   | Reti                                                                           | Note                                                                           |
| ------------------------------------------------------------------------------ | ------------------------------------------------------------------------------ | ------------------------------------------------------------------------------ | ------------------------------------------------------------------------------ | ------------------------------------------------------------------------------ | ------------------------------------------------------------------------------ | ------------------------------------------------------------------------------ | ------------------------------------------------------------------------------ |
| 8-10-2021                                                                      | Siviglia                                                                       | Spagna under 21                                                                | 3 – 2                                                                          | Slovacchia under 21                                                            | Qual. Europeo Under-21 2023                                                    | -                                                                              | 64’                                                                            |
| Totale                                                                         |                                                                                | Presenze                                                                       | 1                                                                              |                                                                                | Reti                                                                           | 0                                                                              |                                                                                |